# 幻想映画館
幻想映画館は、堀川アサコによる小説。講談社文庫より発売。

## あらすじ
趣味はヒトリシリトリ。ちょっぴり学校に行きたくない高校生のスミレは「不思議なもの」（幽霊）が見える。
ある日、「不思議なもの」と同時に父親の不倫現場を目撃し後を追う。商店街の映画館へと迷い込む。そこで初恋をするも、失踪事件に巻き込まれるは幽霊と出会うは…